# Equipe burkinabé na Copa Davis
A equipe burkinabé na Copa Davis representou Burkina Faso na Copa Davis, principal competição de tênis masculina por equipes do mundo. Foi administrada pela Fédération Burkinabé de Tennis. Não compete desde 2003.